# Tournoi des Six Nations des moins de 20 ans 2018
Navigation
Tournoi des moins de 20 ans 2017 Tournoi des moins de 20 ans 2019
Le Tournoi des Six Nations des moins de 20 ans  2018 est une compétition annuelle de rugby à XV disputée par six équipes européennes : Angleterre, pays de Galles, Irlande, France, Écosse et Italie.

## Calendrier des matchs
Les heures sont données dans les fuseaux utilisés par les pays participants : WET (UTC) dans les îles Britanniques et CET (UTC+1) en France et en Italie.
Première journée (2 février)
| 19 h 00 | Stadio Enzo Bearzot, Gorizia  | Italie -20         | 17 - 27 | Angleterre -20 |
| 20 h 15 | Eirias Stadium, Colwyn Bay    | Pays de Galles -20 | 36 - 3  | Écosse -20     |
| 21 h    | Stade Chaban-Delmas, Bordeaux | France -20         | 34 - 24 | Irlande -20    |

Deuxième journée (9 février)
| 19 h 15 | Donnybrook Rugby Ground, Dublin | Irlande -20    | 38 - 34 | Italie -20         |
| 19 h 45 | Kingston Park, Newcastle        | Angleterre -20 | 37 - 12 | Pays de Galles -20 |
| 19 h 45 | Broadwood Stadium, Cumbernauld  | Écosse -20     | 19 - 69 | France -20         |

Troisième journée (23 février)
| 18 h 45 | Stade Jean-Laville, Gueugnon    | France -20  | 78 - 12 | Italie -20         |
| 19 h 15 | Donnybrook Rugby Ground, Dublin | Irlande -20 | 38 - 41 | Pays de Galles -20 |
| 19 h 30 | Myreside Stadium, Édimbourg     | Écosse -20  | 24 - 17 | Angleterre -20     |

Quatrième journée (9 mars)
| 19 h 15 | Donnybrook Rugby Ground, Dublin   | Irlande -20        | 30 - 25 | Écosse -20     |
| 19 h 15 | Eirias Stadium, Colwyn Bay        | Pays de Galles -20 | 7 - 18  | Italie -20     |
| 21 h    | Stade de la Méditerranée, Béziers | France -20         | 6 - 22  | Angleterre -20 |

Cinquième journée (16 mars)
| 15 h    | Stadio della Vittoria, Bari | Italie -20         | 45 - 31 | Écosse -20  |
| 20 h    | Ricoh Arena, Coventry       | Angleterre -20     | 48 - 15 | Irlande -20 |
| 20 h 15 | Eirias Stadium, Colwyn Bay  | Pays de Galles -20 | 3 - 24  | France -20  |

## Classement
| Rang | Nation             | J | V | N | D | Bo | Bd | Pm  | Pe  | Diff | Pts |
| ---- | ------------------ | - | - | - | - | -- | -- | --- | --- | ---- | --- |
| 1    | France -20         | 5 | 4 | 0 | 1 | 4  | 0  | 211 | 80  | +131 | 20  |
| 2    | Angleterre -20 (T) | 5 | 4 | 0 | 1 | 3  | 1  | 151 | 74  | +77  | 20  |
| 3    | Irlande -20        | 5 | 2 | 0 | 3 | 3  | 1  | 145 | 182 | -37  | 12  |
| 4    | Italie -20         | 5 | 2 | 0 | 3 | 2  | 1  | 126 | 181 | -55  | 11  |
| 5    | Pays de Galles -20 | 5 | 2 | 0 | 3 | 2  | 0  | 99  | 120 | -21  | 10  |
| 6    | Écosse -20         | 5 | 1 | 0 | 4 | 2  | 1  | 102 | 197 | -95  | 7   |

|  | Vainqueur du Tournoi     |
|  | T : tenant du titre 2017 |

Attribution des points :
- 4 points pour une victoire,
- 2 en cas de match nul,
- 0 pour une défaite,
- 1 point (bonus offensif) si au moins quatre essais marqués,
- 1 point (bonus défensif) en cas de défaite d'au plus sept points d'écart,
- 3 points en cas de Grand chelem.

Règles de classement :
1. points marqués ; 2. différence de points de matchs ; 3. nombre d'essais marqués ; 4. titre partagé.